# Diocesi di Castabala

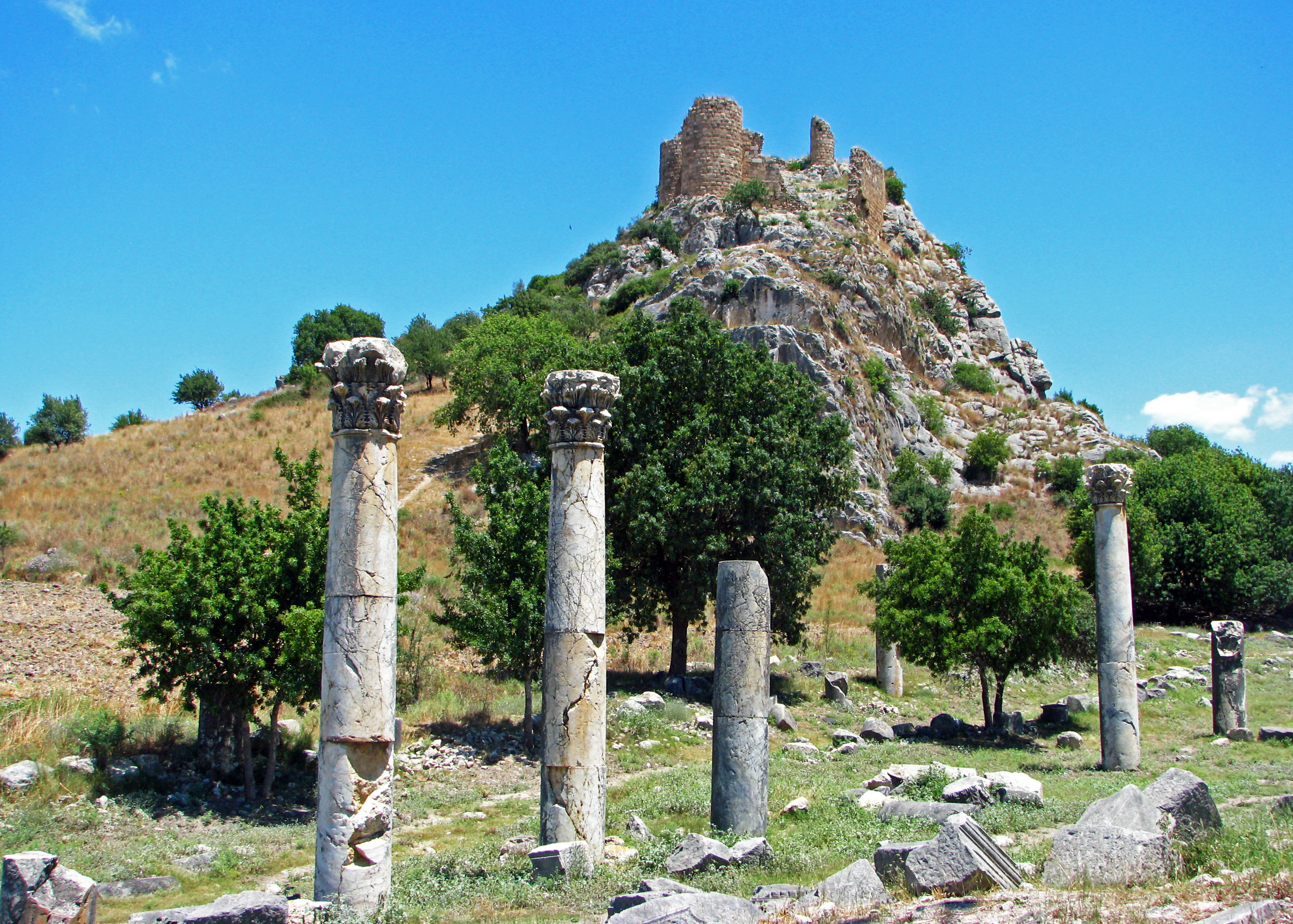
Rovine di Castabala.

La diocesi di Castabala (in latino Dioecesis Castabalensis) è una sede soppressa del patriarcato di Antiochia e una sede titolare della Chiesa cattolica.

## Storia
Castabala, identificata con le rovine di Bodrum nella provincia di Osmaniye in Turchia, è un'antica sede episcopale della provincia romana della Cilicia Seconda nella diocesi civile d'Oriente. Faceva parte del patriarcato di Antiochia ed era suffraganea dell'arcidiocesi di Anazarbo, come documentato da una Notitia episcopatuum datata alla seconda metà del VI secolo.
Sono diversi i vescovi conosciuti di quest'antica diocesi. Maris è menzionato in una lettera apocrifa di Ignazio di Antiochia. Il primo vescovo storicamente documentato è Mosè, che partecipò al concilio di Nicea del 325 e al sinodo di Antiochia del 341. Teofilo è menzionato nell'Historia ecclesiastica di Socrate come semi ariano; di lui resta una lettera. Esichio prese parte al concilio di Efeso del 431. Paregorio si fece rappresentare al concilio di Calcedonia dal metropolita Ciro di Anazarbo. Stefano fu presente al sinodo di Mopsuestia del 550. Teodoro infine fu tra i padri del concilio in Trullo del 691-692.
Dal XIX secolo Castabala è annoverata tra le sedi vescovili titolari della Chiesa cattolica; dal 30 ottobre 2024 il vescovo titolare è Fernando Daniel Rodríguez, vescovo ausiliare di Lomas de Zamora.

## Cronotassi

### Vescovi greci
- Maris † (II secolo)
- Mosè † (prima del 325 - dopo il 341)
- Teofilo † (menzionato nel 366 circa)
- Esichio † (menzionato nel 431)
- Paregorio † (menzionato nel 451)
- Stefano † (menzionato nel 550)
- Teodoro † (prima del 691 - dopo il 692)

### Vescovi titolari
- John Milner † (6 marzo 1803 - 19 aprile 1826 deceduto)
- John Murdoch † (4 giugno 1833 - 15 dicembre 1865 deceduto)
- Louis Aloysius Lootens † (3 marzo 1868 - 10 gennaio 1898 deceduto)
- Rocco Tornatore, M.E.P. † (26 novembre 1889 - 26 gennaio 1908 deceduto)
- John William Shaw † (7 febbraio 1910 - 11 marzo 1911 succeduto vescovo di San Antonio)
- Juan José Marcos Zapata † (30 maggio 1913 - 13 maggio 1951 deceduto)
- Doroteo Fernández y Fernández † (6 marzo 1956 - 22 luglio 1971 succeduto vescovo di Badajoz)
- Patrick Ebosele Ekpu † (5 giugno 1971 - 5 luglio 1973 succeduto vescovo di Benin City)
- Felipe Tejeda García, M.Sp.S. † (29 gennaio 2000 - 9 aprile 2018 deceduto)
- Valdemir Vicente Andrade Santos (11 luglio 2018 - 11 luglio 2024 nominato vescovo di Juazeiro)
- Fernando Daniel Rodríguez, dal 30 ottobre 2024